# Систем брзог плаћања
Систем бржег плаћања (ФПС) је систем Банке Русије који омогућава грађанима да преносе средства користећи идентификатор примаоца (тренутно путем броја телефона), чак и ако стране у трансферу имају рачуне у различитим кредитним институцијама. СБП вам такође омогућава да вршите тренутна плаћања 24/7 за посао, робу и услуге, укључујући коришћење КР кода. Поред тога, систем користе и правна лица за преносе грађанима (исплате осигурања, трансфери од брокера и сл.)

## Историја
Крајем 2018. Централна банка Русије објавила је да у 2019. години неће наплаћивати банкама сервисирање трансакција у СБП.
У Русији је 28. јануара 2019. године пуштен у рад Систем брзог плаћања (ФПС).
Сбербанка је 28. маја 2020. године повезала целу своју мрежу са системом за брзо плаћање, који је остао последња велика руска банка која није повезана са СБП.
Почев од 1. октобра 2023. године, руске банке које учествују у СБП, на захтев Централне банке Руске Федерације, морају да интегришу овај систем у своје системе електронског банкарства.

## Слични системи у другим земљама
Развоју Система брзог плаћања у Русији претходио је рад на проучавању светских искустава, који је сажела Централна банка у одговарајућем прегледу.
| Држава           | Систем                            | Покретање                  | Напомена                                                                                 |
| ---------------- | --------------------------------- | -------------------------- | ---------------------------------------------------------------------------------------- |
| Јужна Кореја     | HOFINET                           | 2001                       |                                                                                          |
| Мексико          | СПЕИ                              | 2004                       |                                                                                          |
| Велика Британија | Faster Payments Service           | 27. маја 2008              |                                                                                          |
| Индија           | Immediate Payment Service         | 22. новембра 2010. године  |                                                                                          |
| Индија           | Unified Payments Interface        | 11. априла 2016. године    |                                                                                          |
| НР Кина          | ИБПС                              | 2010                       |                                                                                          |
| Пољска           | Express Elixir                    | 2012                       |                                                                                          |
| Турска           | РПС/БКМ                           | 2012                       |                                                                                          |
| Тајланд          | ПромптПаи                         | 2017                       | ради користећи национални ИД број (ТхаиИД), број мобилног телефона или адресу е-поште    |
| Шведска          | Swish (система платежей) / БиР    | 2012                       |                                                                                          |
| Италија          | ЈИФФИ                             | 2014                       |                                                                                          |
| Сингапур         | ФАСТ                              | 2014                       |                                                                                          |
| Европска Унија   | SEPA Instant Credit Transfer      | 21. новембра 2017. године  |                                                                                          |
| Европска Унија   | Target instant payment settlement | 30. новембра 2018. године  |                                                                                          |
| Аустралија       | New Payments Platform             | 13. фебруара 2018. године  |                                                                                          |
| Хонг Конг        | Faster Payment System             | 30. септембра 2018. године |                                                                                          |
| Канада           | Interac e-Transfer                | 2018                       |                                                                                          |
| Бразил           | Pix                               | 2020                       |                                                                                          |
| Сједињене Државе | ФедНов Сервице                    | у развоју                  | објавио је Одбор гувернера Система федералних резерви САД са датумом покретања 2023–2024 |

## Видети још
- Мир (систем плаћања)